# Silkeborg IF
Silkeborg IF je dánský fotbalový klub z města Silkeborg. Založen byl roku 1917. Jednou se stal dánským mistrem, a to v sezóně 1993/94. Roku 2001 získal dánský fotbalový pohár.

## Výsledky v evropských pohárech
| Sezóna  | Pohár            | Kolo | Soupeř                | Doma | Venku | Celkem |
| ------- | ---------------- | ---- | --------------------- | ---- | ----- | ------ |
| 1994–95 | Liga mistrů UEFA | 1Q   | Dynamo Kyjev          | 0–0  | 3–1   | 1–3    |
| 1995–96 | Pohár UEFA       | 1Q   | Crusaders FC          | 4–0  | 1–2   | 6–1    |
| 1995–96 | Pohár UEFA       | 2Q   | AC Sparta Praha       | 1–2  | 0–1   | 2–2    |
| 1996–97 | Pohár UEFA       | 1Q   | Segesta Sisak         | 0–1  | 1–2   | 2–2    |
| 1996–97 | Pohár UEFA       | 2Q   | FK Spartak Moskva     | 1–2  | 3–2   | 3–5    |
| 1998–99 | Pohár UEFA       | 1Q   | NK Mura Murska Sobota | 2–0  | 0–0   | 2–0    |
| 1998–99 | Pohár UEFA       | 2Q   | AS Roma               | 0–2  | 1–0   | 0–3    |
| 2001–02 | Pohár UEFA       | 1Q   | Real Zaragoza         | 1–2  | 3–0   | 1–5    |